# Butcher Hollow
(Loretta Lynn, Coal Miner's Daughter)
Butcher Hollow (anche conosciuta come Butcher Holler) è un'area non incorporata statunitense situata nella Contea di Johnson, nello Stato del Kentucky. Pur essendo geograficamente abbastanza distinta e talora indicata come insediamento a sé stante, non gode di uno status autonomo: amministrativamente è quindi ricompresa nella più vasta area non incorporata di Van Lear.
Sorta come insediamento di minatori impiegati nelle locali miniere di carbone, Butcher Hollow trae il proprio nome dalla vicina Butcher Valley, che a sua volta fu così chiamata partendo da un cognome localmente diffuso, che letteralmente significa macellaio. Lo sviluppo antropico della zona si deve essenzialmente alla Consolidation Coal Company, che nel XX secolo ne sfruttò intensamente i giacimenti carboniferi; l'area di Van Lear deve peraltro il suo toponimo dal nome di Van Lear Black, uno dei responsabili dell'impresa mineraria. Col tempo le miniere sono state dismesse (altre restano operative nei dintorni): gran parte della popolazione locale lavora quindi altrove.
Butcher Hollow è particolarmente nota per aver dato i natali alla cantante country Loretta Lynn; la casa in cui venne alla luce e ove trascorse l'infanzia è stata preservata. La cantante ha sempre sottolineato il forte legame con la località, omaggiandola nelle proprie canzoni.